# Курнатовский, Сигизмунд Адамович
Сигизмунд Адамович (Сигизмунд Александр) Курнатовский (пол. Zygmunt Aleksander Kurnatowski; 1782, Пожарово, Великопольское воеводство — 1858, Варшава) — русский военачальник польского происхождения, генерал-лейтенант, генерал-адъютант.

## Биография
Шляхтич из рода Курнатовских герба Ладья, протестантского (кальвинистского) исповедания. Учился во Франкфуртском университете, с 1806 года служил офицером в армии наполеоновского Великого герцогства Варшавского. Сражался против России (1807) и против Австрии (1809). Полковник (1810). Участвовал в походе на Россию в 1812 году, как командир одного из польских кавалерийских полков наполеоновской армии (5-й польский конно-егерский полк бригады Сулковского дивизии Каменецкого 5-го (Польского) корпуса Понятовского). В 1813-14 годах — в тех же чине и должности, сражался при Лейпциге на стороне французов.
В 1814 году был произведён в бригадные генералы. После поражения Франции вышел в отставку и вернулся в Польшу, где получил от царя Александра I амнистию, как и все прочие. Был зачислен аналогичным чином (генерал-майором) в армию Царства Польского. В 1820—23 годах был командиром бригады конной гвардии Царства Польского. Во второй половине 1820-х был членом польского военного суда.
В 1829 году Курнатовский был повышен до генерал-лейтенанта и стал генерал-адъютантом царя Николая I. Во время польского восстания чуть не погиб, вместе с другими верными России генералами, однако был спасён своим старым боевыми товарищем, генералом Хлопицким.
После поражения восстания вернулся на русскую службу. В 1832 году вышел в отставку с военной службы. Сенатор Варшавских департаментов Правительствующего Сената.
Супругой генерала с 1819 года была Анна Адриановна Курнатовская (урождённая Анна Штамм, немецкого происхождения; 1792—1866 или 1869). В 1856 году она была пожалована императором Александром II в кавалерственные дамы ордена Святой Екатерины меньшого креста. В браке Анны и Сигизмунда родилось трое сыновей.
Сенатор Сигизмунд Курнатовский скончался в 1858 году в Варшаве.

## Награды
- Кавалер ордена Virtuti Militari (1808)
- Кавалер ордена Почётного Легиона (1809)
- Офицер Почётного Легиона (1813)
- Кавалер ордена Воссоединения (1814)
- Орден Святого Станислава 2-й степени (1816)
- Орден Святого Станислава 1-й степени (1819),
- Орден Святой Анны 1-й степени с короной (1830)
- Орден Святого Владимира 2-й степени
- Орден Белого орла
- Орден Святого Александра Невского (1847)